# SÍ Sørvágur
SÍ Sørvágur, vollständiger Name Sørvágs Ítróttarfelag („Sportverein von Sørvágur“), kurz SÍ,  ist ein färöischer Sportverein mit Sitz in Sørvágur auf der Insel Vágar. 

## Geschichte
Der Verein wurde am 17. März 1905 als Sørvágs Bóltfelag („Ballverein von Sørvágur“) gegründet. Aus mündlichen Quellen ist bekannt, dass diese fünf Männer aus Sørvágur die Gründungsväter waren:
- Heini Joensen, oder Heini í Nýggjustovu (1876–1968)
- Joen Rasmussen, oder Løðu Jógvan (1876–1957)
- Olav Olsen, oder Ólavur í Ólavsstovu (1868–1949)
- Hans Ole-Jacobsen, oder Bíggjar-Hans (1865–1944)
- Ole Emarius Olsen, genannt Jens-Ólavur (1880–1964)

Bald bekam der Verein seinen heutigen Namen Sørvágs Ítróttarfelag, allgemein mit SÍ abgekürzt. Der Grund hierfür war, dass neben Fußball auch andere Sportarten, namentlich Schwimmen und Handball, in Sørvágur beliebt wurden und diese Sportsfreunde sich ebenfalls dem Verein anschließen wollten. Während das Interesse am Schwimmsport bald wieder einschlief, hielt sich die Handballabteilung bis in die 60er Jahre. Ende der 70er Jahre entstand die Volleyball-Sektion.

## Fußball

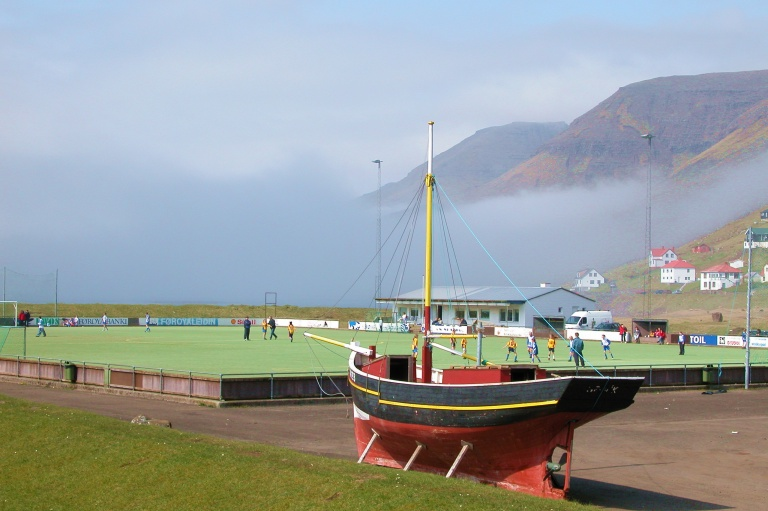
Der Fußballplatz von Sørvágur

Wie bei anderen färöischen Vereinen gab es zunächst keinen ordentlichen Fußballplatz. Deshalb wurde am Strand Dungasandur gespielt. Erst am 19. April 1954 wurde der erste Fußballplatz in Betrieb genommen. 1979 wurde der Platz runderneuert und bekam seine heutige Form. Er wurde am 15. März 1980 anlässlich des 75. Jahrestages eingeweiht. 1991 wurde der Platz mit Kunstrasen ausgestattet. Zum 100. Jahrestag wurde von der Kommune Sørvágur ein neuer Kunstrasen gestiftet.
Nach der britischen Besetzung der Färöer im Zweiten Weltkrieg gab es auf Vágar viele übrig gebliebene Baracken. Dort zog das erste Vereinsheim des SÍ ein. Die Baracke wurde in den 1950er Jahren abgerissen und durch einen Tanzsaal ersetzt. Erst 1997 bekam der SÍ wieder sein eigenes Vereinsheim. Bis dahin wurden erst der Tanzsaal und danach die Schule als Provisorium gemietet.
Der größte Erfolg war 1947 die Färöermeisterschaft. Einige Jahre später kam der Spielbetrieb jedoch fast zum Stillstand, da die Männer von Sørvágur ihr Glück in der Fischerei vor Grönland suchten. Dies ging naturgemäß nur in den Sommermonaten. Erst in den 60ern kam wieder Leben in den Verein und 1969 wurde SÍ Sieger in der 2. Liga (damals Meðaldeildin). Doch schon im nächsten Jahr konnte der SÍ keine vollständige Elf zusammenstellen. 1972–75 waren sie erneut in der 2. Liga vertreten. 1976 war Sørvágur mit zwei Mannschaften in der 3. Liga, 1978 gelang der Wiederaufstieg in die 2. Liga. 1984 folgte erneut der Abstieg, und 1987 der Aufstieg.
1998 bis 2003 war SÍ Sørvágur Teil des Zusammenschlusses FS Vágar. Nach dem Auseinanderbruch dieses Projekts 2004 stand der SÍ in der 3. Liga, konnte aber gleich darauf wieder in die 2. Liga aufsteigen, die heute 1. Deild heißt, wo man bis zuletzt verblieb.
Ende 2007 wurde entschieden, erneut eine Fusion mit FS Vágar, die zu dem Zeitpunkt ebenfalls in der 2. Liga („1. Deild“) spielten, einzugehen, welche am 6. November 2007 offiziell zustande kam. Gemeinsam firmiert man nun unter dem Namen 07 Vestur.

### Trainer
- Kári Reynheim (1994)
- Jonhard Joensen (1996)
- Jens Erik Rasmussen (2006)
- Jógvan Páll Joensen (2006)
- Hegga Samuelsen (2007)
- Jón Simonsen (2007)

### Spieler
Aufgelistet sind alle Spieler, die mindestens zehn Spiele für die Nationalmannschaft absolviert haben.
- Kári Reynheim (1994)
- Jens Erik Rasmussen (2005–2007)

### Erfolge

#### Titel
- 1× Färöischer Meister: 1947

### Ligarekorde
- Höchster Heimsieg: 3:1 gegen HB Tórshavn (1947)
- Höchster Auswärtssieg: 5:2 gegen SÍF Sandavágur (1947)
- Höchste Auswärtsniederlage: 0:2 gegen KÍ Klaksvík (1947)
- Torreichstes Spiel: SÍF Sandavágur–SÍ Sørvágur 2:5 (1947)
- Ewige Tabelle: 22. Platz

### Frauenfußball
Das Frauenteam von SÍ spielte nur ein einziges Mal in der 1. Deild. Die Saison wurde auf dem vorletzten Platz abgeschlossen, was den sofortigen Abstieg zur Folge hatte.

#### Ligarekorde
- Beste Ligaplatzierung: 7. Platz (2006)
- Höchster Heimsieg: 3:1 gegen HB Tórshavn (27. August 2006), 2:0 gegen HB Tórshavn (14. Mai 2006)
- Höchste Heimniederlage: 1:7 gegen B36 Tórshavn (17. September 2006), 2:8 gegen GÍ Gøta (17. April 2006)
- Höchster Auswärtssieg: 3:0 gegen HB Tórshavn (13. August 2006)
- Höchste Auswärtsniederlage: 0:4 gegen GÍ Gøta (5. Juni 2006), 1:5 gegen NSÍ Runavík (23. September 2006)
- Torreichstes Spiel: SÍ Sørvágur–GÍ Gøta 2:8 (17. April 2006)
- Ewige Tabelle: 22. Platz

## Volleyball
Im Volleyball konnte die Mannschaft von SÍ Sørvágur mehrere Titel gewinnen. Bei den Männern stehen vier Meisterschaften und fünf Pokalsiege zu Buche, bei den Frauen drei Meisterschaften und zwei Pokalsiege. 2014/15 wurden die Männer Dritter in der Liga, die Frauen belegten den letzten Platz.

### Erfolge
- 5 × Färöischer Meister der Männer: 2005, 2008, 2010, 2012, 2016
- 5 × Färöischer Pokalsieger der Männer: 2002, 2005, 2008, 2010, 2012
- 3 × Färöischer Meister der Frauen: 2008, 2009, 2010
- 2 × Färöischer Pokalsieger der Frauen: 2009, 2010